# Josef Pinkava
Josef Pinkava (25. listopadu 1919 Dobrošov u Náchoda – 5. dubna 2006 Zlín) byl český režisér hraných filmů, zejména filmů pro děti a mládež.

## Život
Josef Pinkava se narodil v Dobrošově u Náchoda, studoval na gymnáziu v Náchodě. Za války byl totálně nasazen a nemohl studovat vysokou školu, ale vystudoval Učitelský ústav a pár let učil na venkovských školách. Od mládí se zajímal o fotografii a film. V roce 1946 nastoupil na inzerát do filmových ateliérů ve Zlíně. Začínal pracovat jako asistent režie u krátkých dokumentárních, populárně-vědeckých, instrukčních a školních filmů. V letech 1949-1957 byl podepsán i jako jejich režisér a scenárista. Koncem padesátých let spolupracoval s režisérkou Hermínou Týrlovou na hrané části animovaných filmů pro děti Uzel na kapesníku (1958) a Ztracená panenka (1959). V roce 1959 vytvořil na popud tehdejšího ředitele Aleše Bosáka a nově vzniklé dramaturgii svůj první samostatný středometrážní hraný film pro děti Pětikoruna (1959). Následoval krátkometrážní hraný film Kino (1961), který zazářil na Mezinárodním filmovém festivalu v Benátkách. Tím otevřel tradici hraného dětského filmu v Gottwaldovském filmovém studiu. V roce 1962 Pinkava natočil první celovečerní film Prázdniny s Minkou (1962), který získal mezinárodní ohlas i ocenění. Následovala velmi populární Ivana v útoku (1963, o holce v klukovské fotbalové jedenáctce). Filmy Neobyčejná třída (1964), a Kočky neberem (1966) vstoupil Josef Pinkava suverénně na pole filmů pro mládež a dospělé. Trikový celovečerní film Automat na přání (1967) a Kapitán Korda (1970) potvrdily Pinkavovu schopnost výborně pracovat s dětským hercem a zachytit zákoutí, sny, hravost i bolesti dětského světa. Film Metráček (1971), o dívce bojujícími s nadváhou, se stal kultovním filmem teenegerů.
V roce 1969 byl vyloučen z KSČ. Sedm let se nemohl věnovat celovečerní hrané tvorbě. K té se vrátil až v roce 1977 filmem Terezu bych kvůli žádné holce neopustil. V roce 1979 natočil volné pokračování filmu Chlapi přece nepláčou (podle knihy Marie Kubátové Kapitán Korda). Kopretiny pro zámeckou paní (1981, podle předlohy Stanislava Rudolfa) mu přineslo další velký ohlas především u mladých diváků. V roce 1985 natočil podle scénáře dcery Hany Pinkavové komedii Pohlaď kočce uši, o peripetiích pěveckého sboru na prázdninovém soustředění.
Josef Pinkava se věnoval i televizní seriálové tvorbě pro děti v cyklech: Nikdo není doma (1972),Jedno malé sídlisko (1978), Mluvit o škole přísně zakázáno!(1983), 
V roce 1990 měl realizovat dlouho připravovaný film Mami, nebuď bačkora! z prostředí krkonošské malotřídky (scénář Hana Pinkavová). Po změnách v dramaturgii a vedení Filmového studia ve Zlíně byla výroba filmu zastavena.
Za svou práci obdržel Josef Pinkava přes 30 ocenění na domácích a zahraničních filmových přehlídkách. V roce 1997 získal na Zlín Film Festivalu Zlatý střevíček za mimořádný přínos kinematografii pro děti a mládež. Symbolickým završením pak byla Cena města Zlína, kterou dostal v roce 1999 za celoživotní práci ve zdejším filmovém studiu. Josef Pinkava zemřel ve Zlíně 5. dubna 2006. S manželkou vychoval dvě děti. Jeho dcera, Hana Pinkavová, se také věnuje filmu, především dokumentu.

## Filmografie (výběr)

### Scénáře
- Automat na přání (1967)
- Terezu bych kvůli žádné holce neopustil (1977)
- Kopretiny pro zámeckou paní (1981)

### Režie
- Ivana v útoku (1963)
- Prázdniny s Minkou (1962)
- Neobyčejná třída (1963)
- Kočky neberem (1965)
- Automat na přání (1967)
- Kapitán Korda (1970)
- Metráček (1971)
- Terezu bych kvůli žádné holce neopustil (1977)
- Chlapi přece nepláčou (1979)
- Kopretiny pro zámeckou paní (1981)
- Pohlaď kočce uši (1985)
- V městě bydlí Gulliver (1986)
- Zázračné dítě (1992)